# Jan Weissenbruch

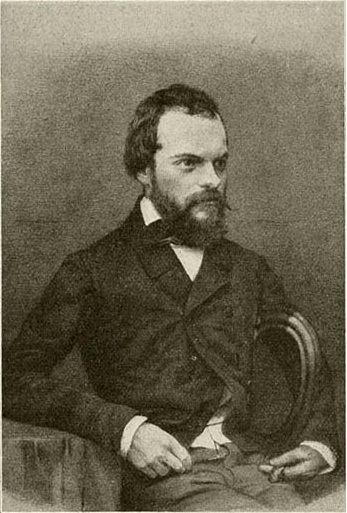
Jan Weissenbruch

Jan Weissenbruch (* 18. März 1822 in Den Haag; † 15. Februar 1880 ebenda) war ein Kunstmaler aus den Niederlanden.
Jan Weissenbruch war ein Vetter von Johan Hendrik Weissenbruch. Er studierte an der Haager Kunstakademie zwischen 1839 und 1847. Zusammen mit Johan Willem gehörte er zu den Gründern des Künstlerkreises Pulchri Studio. Er malte vor allem akribisch genaue Stadtblicke, u. a. mit Brücken, Grachten usw. Sein Werk wird weniger geschätzt als das seines bekannteren Onkels.

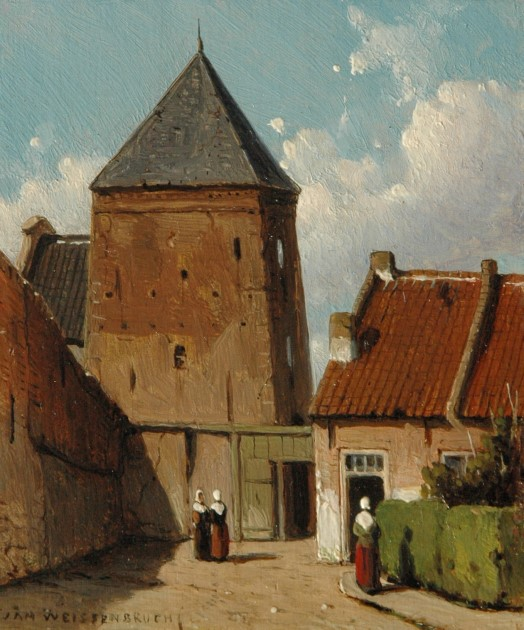
De Goilberdingerpoort in Culemborg, gezien vanuit het zuiden
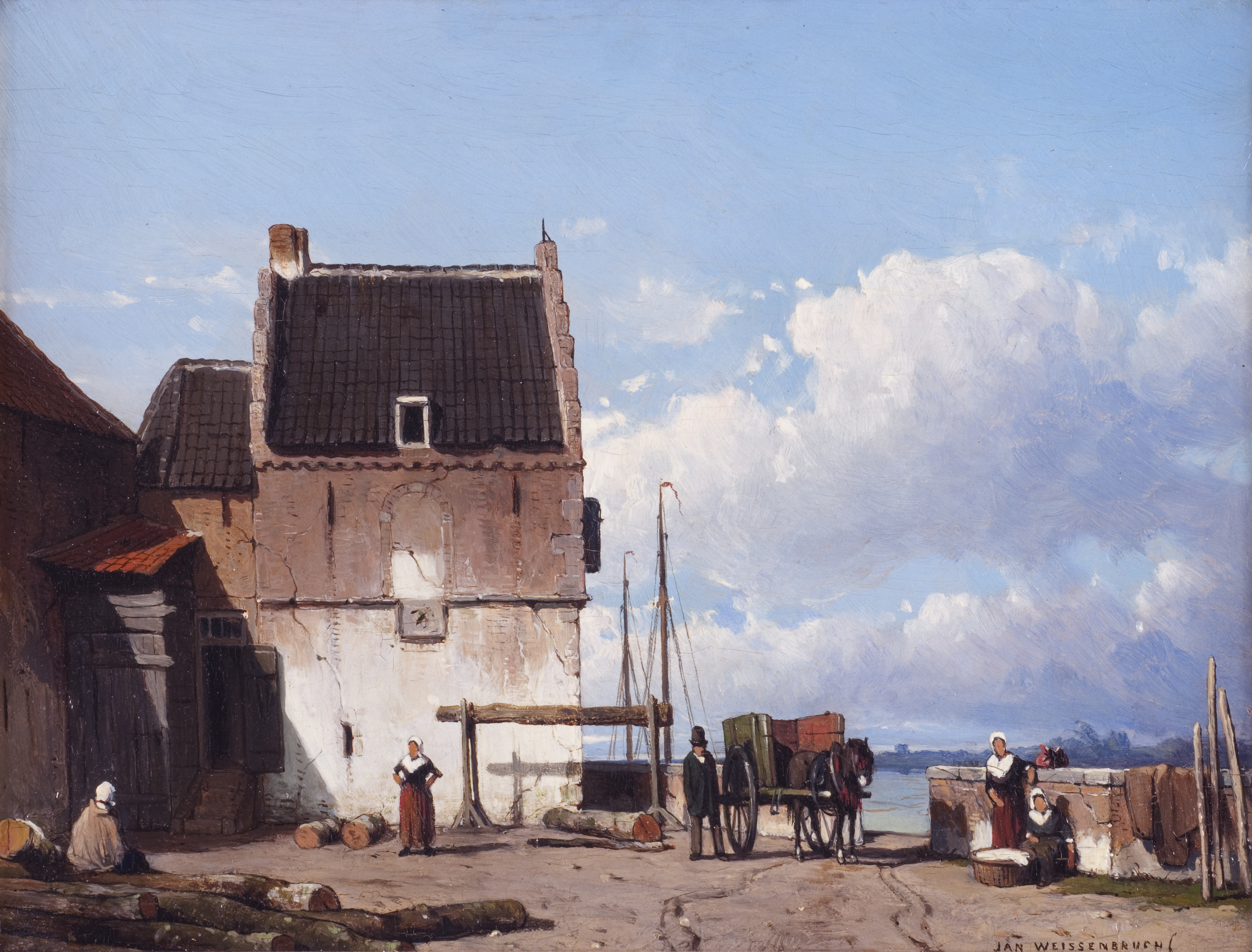
De oude haven met de Bottelpoort in Nijmegen (Museum Het Valkhof)
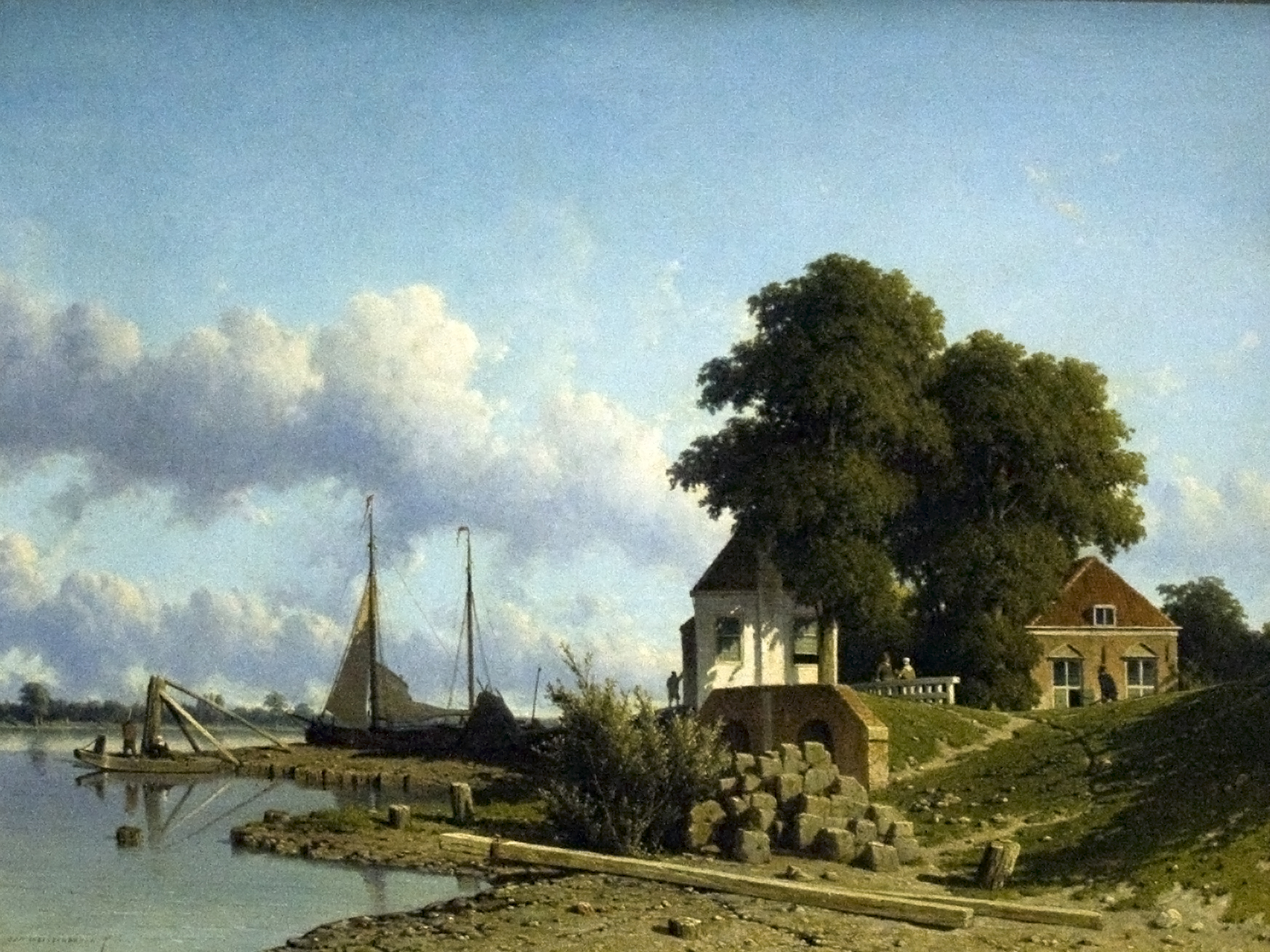
Aan de Lek bij Elshout (Teylers Museum)